# Oliana

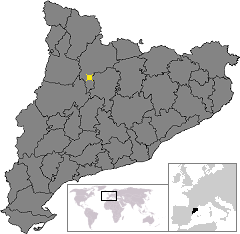
Położenie gminy na mapie comarki Alt Urgell

Oliana – gmina w Hiszpanii,  w Katalonii, w prowincji Lleida, w comarce Alt Urgell.
Powierzchnia gminy wynosi 32,38 km². Zgodnie z danymi INE, w 2005 roku liczba ludności wynosiła 1932, a gęstość zaludnienia 59,67 osoby/km². Wysokość bezwzględna gminy równa jest 469 metrów. Współrzędne geograficzne gminy to 42°4'13"N, 1°18'52"E.

## Dynamika populacji
- 1900 – 986
- 1930 – 1038
- 1950 – 1793
- 1970 – 1793
- 1986 – 2075
- 1991 – 2017
- 1996 – 1844
- 2001 – 1880
- 2004 – 1870
- 2005 – 1932

## Miejscowości
W skład gminy Fígols i Alinya wchodzą trzy miejscowości, w tym miejscowość gminna o tej samej nazwie:
- Les Anoves – liczba ludności: 27
- El Castell – 73
- Oliana – 1832